# Diecezja Apucarana
Diecezja Apucarana (łac. Dioecesis Apucaranensis) – diecezja Kościoła rzymskokatolickiego w Brazylii. Należy do metropolii Londrina, wchodzi w skład regionu kościelnego Sul 2. Została erygowana przez papieża Pawła VI bullą Munus apostolicum w dniu 28 listopada 1964.

## Główne świątynie
- Katedra: Katedra Najświętszej Maryi Panny z Lourdes w Apucarana

## Biskupi diecezjalni
- Romeu Alberti (1965–1982)
- Domingos Gabriel Wisniewski CM (1983–2005)
- Luiz Vicente Bernetti OAD (2005–2009)
- Celso Antônio Marchiori (2009–2017)
- Carlos José de Oliveira (od 2018)